# Iwaszkiewicze
Iwaszkiewicze (biał. Івашкавічы, ros. Ивашковичи) – wieś na Białorusi, w rejonie zelwieńskim obwodu grodzieńskiego, nad rzeką Zelwianką, około 11 km na południowy wschód od Zelwy.

## Historia
Dobra Iwaszkiewicze należały w drugiej połowie XVII wieku do Stanisława Wincentego Ordy (zm. w 1689 roku), posła na sejm w 1652 roku, kasztelana żmudzkiego (1670) i trockiego (1683), od którego nabył je Stanisław Dębski, stolnik rzeczycki. Późniejsze losy majątku, aż do początku XIX wieku, nie są znane. Na początku XIX wieku dobra te były własnością rodziny Strawińskich. W 1814 roku nabył je Kasper Ostromęcki. Pod koniec XIX wieku właścicielem Iwaszkiewicz był Michał Ostromęcki. Majątek liczył wtedy (po uwłaszczeniu) 950 dziesięcin ziemi.
Po III rozbiorze Polski w 1795 roku Iwaszkiewicze, wcześniej należące do województwa nowogródzkiego Rzeczypospolitej, znalazły się na terenie powiatu wołkowyskiego (ujezdu) guberni grodzieńskiej Imperium Rosyjskiego. Po ustabilizowaniu się granicy polsko-radzieckiej w 1921 roku Iwaszkiewicze wróciły do Polski, znalazły się w gminie Międzyrzecz w powiecie wołkowyskim województwa białostockiego, od 1945 roku – w ZSRR, od 1991 roku – na terenie Republiki Białorusi.
Na przełomie XVIII i XIX wieku wybudowano we wsi cerkiew unicką. Po 1850 roku stała się cerkwią prawosławną pod wezwaniem Opieki Matki Boskiej. Nie przetrwała I wojny światowej. Do dziś istnieją jej ruiny, atrakcją turystyczną są resztki kamiennych grobów wokół ruin. We wsi w XIX wieku była również kaplica katolicka lub kościół, który został ostatecznie zburzony w 1944 roku, trafiony bombą niemiecką. Pozostały po nim ruiny. Wokół – szczątki cmentarza katolickiego.
W 2009 roku wieś liczyła 46 mieszkańców.

## Dawny dwór
Dawny dwór stał w miejscu, które obecnie jest w administracyjnych granicach Karolina, nad brzegiem zbiornika zelwiańskiego, koło mostu (prowadzącego do wsi Rościewicze, biał. Росцевічы), nad południową częścią zbiornika.
Dom znany jest jedynie ze szkicu Napoleona Ordy. Był to jedenastoosiowy budynek pochodzący z XVIII wieku. Prostokątny, parterowy gmach z trójosiową piętrową częścią środkową był przykryty  wysokim czterospadowym, łamanym dachem gontowym. Na wprost głównej osi domu, po przeciwnej stronie obszernego dziedzińca stała brama wjazdowa. Po obu stronach dziedziniec ograniczały budynki gospodarcze: oficyna i prawdopodobnie kuchnia.
Dwór stał w łagodnej kotlinie, nad brzegiem Zelwianki. Za domem znajdował się niewielki ogród.
Po dworze i folwarku pozostały jedynie chylące się ku upadkowi zabudowania gospodarcze.
Majątek w Iwaszkiewiczach został opisany w 2. tomie Dziejów rezydencji na dawnych kresach Rzeczypospolitej Romana Aftanazego.